# Cezaria Baudouin de Courtenay Ehrenkreutz Jędrzejewiczowa
Cezaria Anna Baudouin de Courtenay-Ehrenkreutz-Jędrzejewiczowa, ps. Cyprian Dobrzyński (ur. 2 sierpnia 1885 w Dorpacie, zm. 28 lutego 1967 w Londynie) – polska etnolog, pierwsza polska przedstawicielka fenomenologii w badaniach nad kulturą ludową, pierwsza rektor w historii polskiej akademii. Żona premiera II RP Janusza Jędrzejewicza.

## Życie prywatne
Dzieciństwo spędziła w Dorpacie (dzisiejsze Tartu), który był ówcześnie ważnym ośrodkiem naukowym. Jej ojcem był językoznawca Jan Niecisław Baudouin de Courtenay (prowadził na dorpackim uniwersytecie Katedrę Gramatyki Porównawczej), a matką Romualda z Bagnickich.
Edukację w szkole rozpoczęła dopiero w wieku 13 lat, gdy wraz z rodziną przeprowadziła się do Krakowa. W tym okresie rozpoczęła się jej przyjaźń z Anielą Gruszecką. Wskutek intryg na Uniwersytecie Jagiellońskim powstałych wokół osoby jej ojca przeprowadziła się z rodziną do Petersburga, gdzie kontynuowała naukę w gimnazjum. W Petersburgu rozpoczęła studia na Wyższych Kursach Żeńskich, a następnie na Wydziale Historyczno-Filologicznym Uniwersytetu Petersburskiego, gdzie na fali liberalizacji po rewolucji 1905 roku kobiety mogły studiować w charakterze „wolnego słuchacza”.
W 1910 r. w Krakowie poślubiła ucznia swego ojca Maxa Vasmera, slawistę, późniejszego następcę Aleksandra Brücknera na katedrze slawistyki i etnologii na Uniwersytecie Berlińskim. Małżeństwo to rozpadło się po trzech latach. 
Od 1916 roku była żoną Stefana Ehrenkreutza, profesora prawa i senatora II RP, z którym miała trójkę dzieci – zmarłą tragicznie córkę Krystynę (1917–1927) oraz synów: Tadeusza (1919–1976), żołnierza Armii Krajowej na Wileńszczyźnie i Andrzeja (1921–2008), historyka-orientalistę – profesora na Uniwersytecie Michigan w Ann Arbor (USA), a potem współtwórcę Australijskiego Instytutu do Spraw Polskich. W 1933 roku rozwiodła się i poślubiła prezesa Rady Ministrów RP Janusza Jędrzejewicza. Po wybuchu wojny ewakuowała się z rodziną do Lwowa, następnie do Kosowa, Rumunii, Bukaresztu, by ostatecznie znaleźć się w Palestynie. W 1947 roku wraz z rodziną ewakuowana została do Wielkiej Brytanii. Cztery lata później zmarł jej mąż, ona zaś zaangażowała się w rozwój nauki oraz w umacnianie środowiska akademickiego na obczyźnie.

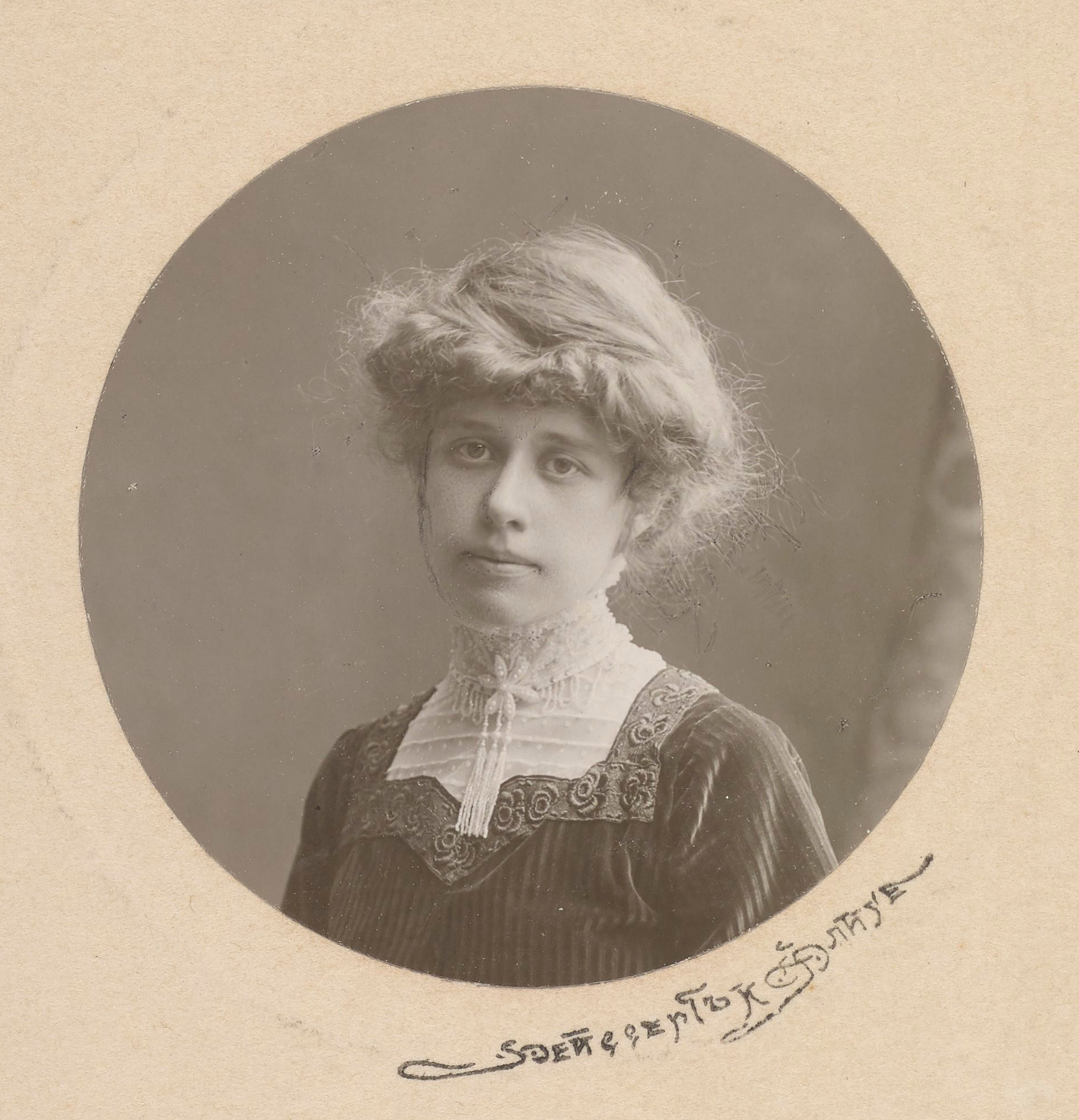
Cezaria Anna Baudouin de Courtenay w młodości

## Praca zawodowa
W latach 1927–1935 była profesorem etnografii i etnologii na Uniwersytecie Stefana Batorego w Wilnie, a 1935–1939 na Uniwersytecie Warszawskim. Kierowniczka sekcji etnologicznej Instytutu Naukowo-Badawczego Europy Wschodniej. Była jedną z współzałożycielek Polskiego Instytutu Naukowego w Jerozolimie. W 1911 jako jedna z pierwszych kobiet uzyskała dyplom I stopnia Petersburskiego Cesarskiego Uniwersytetu na podstawie rozprawy pt. „Język modlitewnika maryjnego, wieku XVI wydanego przez prof. Ptaszyckiego”, napisanej pod kierunkiem prof. Tadeusza Zielińskiego. W czasie studiów powołała do życia (wraz z Zofią Sadowską, Stanisławą Adamowiczową i Kazimierą Iłłakowiczówną) Stowarzyszenie Polek „Spójnia”, skupiające kobiety studiujące na uczelniach petersburskich. W okresie petersburskim przygotowała dwie prace lingwistyczne: „Ałbanja i Ałbańcy” oraz „Kamień Latyr i Gorod Ałtyr”.
W kolejnych latach powróciła do Królestwa, gdzie pracowała w żeńskich prywatnych gimnazjach warszawskich: Sabiny Tegazzo-Chmielewskiej, Zofii Sierpińskiej i Marii Tołwińskiej. W 1922 roku uzyskała habilitację na Uniwersytecie Warszawskim na podstawie rozprawy „Św. Cecylia – przyczynek do genezy apokryfów” (publ. w 1922 roku w czasopiśmie „Lud”).
W latach 1924–1927 jako docent na Uniwersytecie Stefana Batorego w Wilnie prowadziła wykłady z etnografii i etnologii, a także ogromnie istotne dla niej badania terenowe, włączające studentów. W tym samym czasie prowadziła również lekcje w Państwowym Gimnazjum Żeńskim jako etatowa nauczycielka. W 1929 mianowana została profesorem nadzwyczajnym etnologii i etnografii na Wydziale Humanistycznym Uniwersytetu Stefana Batorego. Na bazie swoich badań nad kulturą ludową Wileńszczyzny założyła przy uniwersytecie Muzeum Etnograficzne, tworząc pierwszą kolekcję wokół tkanin ludowych zebranych na wystawę w 1925 r. Opublikowała w tym czasie następujące prace: „Wskazówki dla zbierających przedmioty dla Muzeum Etnograficznego Uniwersytetu Stefana Batorego”, „Obrzędy weselne ludu polskiego jako forma dramatyczna”, „Zwyczaje weselne ludu polskiego”. W 1933 roku powzięto uchwałę o powołaniu Katedry Etnografii Polskiej na Uniwersytecie Warszawskim, na jej kierownika wyznaczono Cezarię de Baudouin de Courtenay. Rok później (1934) mianowana została profesorem zwyczajnym. W 1936 roku opublikowała: „Dwie kultury, dwie nauki” oraz „Folk Dances and Wedding Customs”. Udzielała się w Związku Pracy Obywatelskiej Kobiet, a w 1937 roku podpisała protest w sprawie „getta ławkowego”.
W czasie pobytu w Palestynie zatrudniona była w Biurze Studiów Bliskiego i Środkowego Wschodu, mającego być podstawą do odbudowy orientalistyki w powojennej Polsce. W tym czasie napisała następujące rozprawy: „Święty Jerzy patronem harcerstwa”, „Kalendarz świętojerski lub zbadany w Bazylice św. Grobu w Jerozolimie”, „Święty Jerzy – studium kulturologiczne”, „Antonina Czarniecka, pątniczka z Zamojszczyzny”, „Huculski Bereza i rumuńska Brezeia na tle zwyczajów Bożego Narodzenia”.
W Londynie (po 1947 roku) była współzałożycielką Polskiej Rady Naukowej na Obczyźnie (powstałej w 1948 roku), która dwa lata później przekształciła się w Polskie Towarzystwo Naukowe na Obczyźnie. Często udzielała się na posiedzeniach naukowych Rady, jej referaty opublikowane zostały na łamach „Rocznika Polskiego Towarzystwa Naukowego na Obczyźnie”. Należała także do Zrzeszenia Profesorów i Docentów Polskich Szkół Akademickich na Obczyźnie (od 1948) oraz do grona naukowców związanych z Polskim Uniwersytetem na Obczyźnie (PUNO). W roku 1958 wybrana została na rektora tej uczelni. Była członkinią Towarzystwa Historyczno-Literackiego w Paryżu oraz Royal Anthropological Institute of Great Britain and Ireland. 
Została pochowana z mężem na cmentarzu Beckenham Cemetery (E1  22268). Jej symboliczny grób znajduje się na cmentarzu Powązkowskim w Warszawie (kwatera 21-4-4,5).

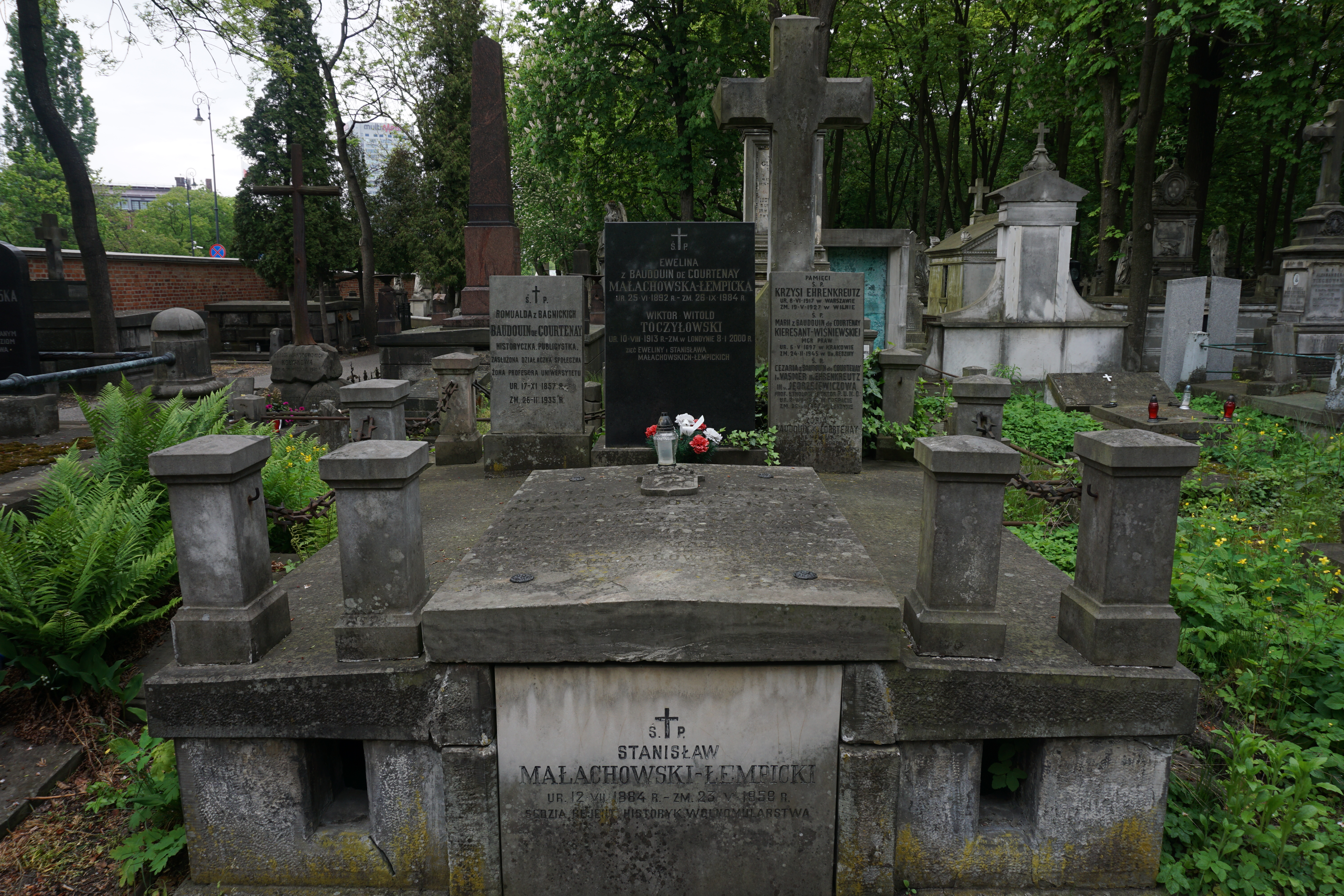
Symboliczny grób Cezarii Jędrzejewiczowej na cmentarzu Powązkowskim

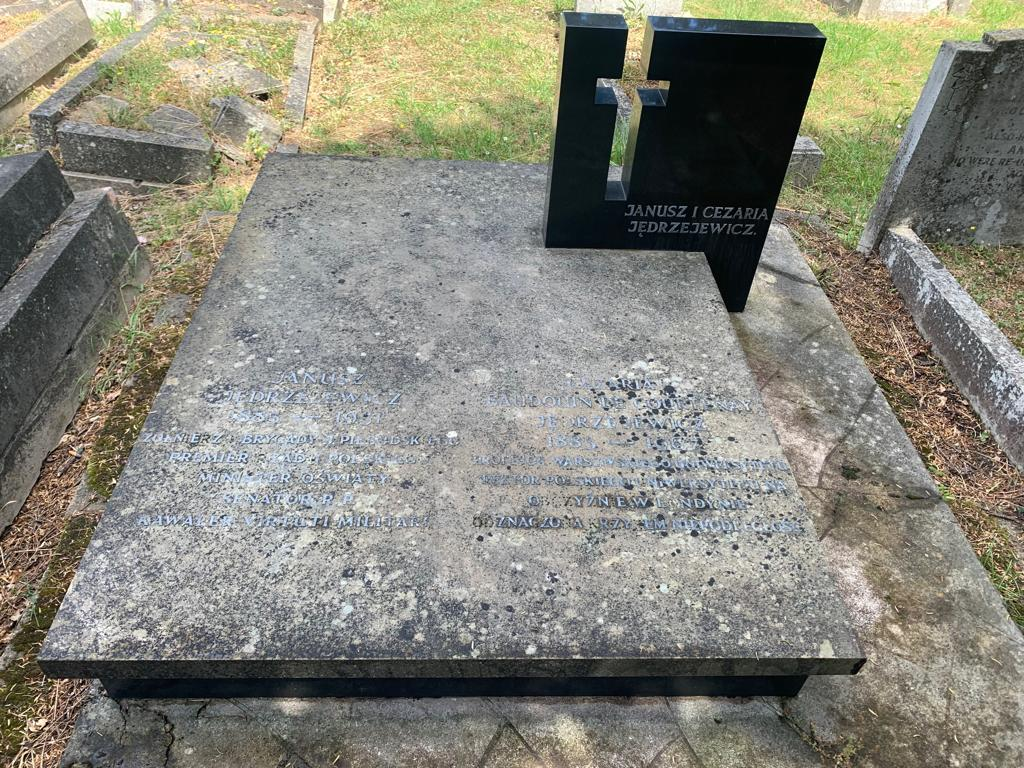
Grób Cezarii Baudouin de Courtenay Ehrenkreutz Jędrzejewiczowej i Janusza Jędrzejewicza

## Publikacje

### Książki
- Święta Cecylia. Przyczynek do genezy apokryfów (1922).
- Ze studiów nad obrzędami weselnymi ludu polskiego (część 1, 1929).
- Łańcuch tradycji. Teksty wybrane (2005). ISBN 83-235-0110-6.

### Artykuły
- 1923 Materiał naukowy i przedmiot etnologii, „Lud”, t. 22, s. 26–32.
- 1933 Zakład Etnologii Uniwersytetu Stefana Batorego w Wilnie i jego zadania, „Balticoslavica”, t. 1, s. 75–98.

## Ordery i odznaczenia
- Krzyż Oficerski Orderu Odrodzenia Polski (22 października 1929)[8][9]
- Złoty Krzyż Zasługi (15 marca 1939)[10]

## Upamiętnienie
Jest jedną z bohaterek wystawy „Etnografki, antropolożki, profesorki” w Państwowym Muzeum Etnograficznym w Warszawie (2022–2023). Jej teksty opublikowano w książce Żywe ogniwa. Wybór tekstów polskich etnografek (1888–1939). Wydawcą jest Państwowy Instytut Wydawniczy i Narodowy Instytut Muzealnictwa i Ochrony Zbiorów.